# 倫科什夫
48°39′21″N 27°0′23″E / 48.65583°N 27.00639°E
倫科什夫（烏克蘭語：Рункошів），是烏克蘭的村落，位於該國西部赫梅利尼茨基州，由卡緬涅茨-波多利斯基區負責管轄，始建於1431年，面積2.21平方公里，2001年人口618，人口密度每平方公里280.27人。